# Маріан Столеру
Маріан Столеру (рум. Marian Stoleru; нар. 20 листопада 1988, Кишинів, Молдавська РСР) — молдовський футболіст, півзахисник «Конструкторулу» (Леова).

## Клубна кар'єра
Футбольну кар'єру розпочав у «Гагаузії», у футболці якої дебютував 26 липня 2010 року в програному (0:1) виїзному поєдинку 1-го туру Суперліги проти «Дачії». Маріан вийшов на поле в стартовому складі, а на 85-й хвилин його замінив Сергій Кірнєв. Першим голом на професіональному рівні відзначився 17 лютого 2011 року на 66-й хвилині переможного (5:4) домашнього поєдинку 22-го туру Суперліги проти «Тигини». Столеру вийшов на поле в стартовому складі та відіграв увесь матч. У сезоні 2010/11 років відзначився 3-ма голами в 28-ми матчах Суперліги. По завершенні сезону 2010/11 років перебрався в «Мілсамі». У футболці вище вказаного клубу дебютував у єврокубках, 19 липня 2012 року в переможному (4:2) домашньому поєдинку 2-го кваліфікаційного раунду Ліги Європи проти «Актобе». Маріан вийшов на поле в стартовому складі, а на 59-й хвилині його замінив ганець Нурудін Мохаммед. У команді відіграв півтора сезони, за цей час у зіграв 33 матчі (4 голи) у Суперлізі, 1 матч у кубку Молдови та 2 матчі в Лізі Європи. У середині березня 2020 року підсилив «Дачію». У столичній команді провів два з половиною сезони, за цей час у Суперлізі зіграв 46 матчів (6 голів), 5 матчів у національному кубку та 4 матчі у Лізі Європи. Першим голом у єврокубках відзначився 11 липня 2023 року, на 20-й хвилині переможного (2:0) домашнього поєдинку 1-го кваліфікаційного раунду Ліги Європи проти албанської «Теути». Столеру вийшов на поле в стартовому складі та відіграв увесь матч. Сезон 2015/16 років провів в оренді в «Академії». У футболці столичного клубу зіграв 12 матчів у Суперлізі, в якій відзначився 1-м голом. 
З липня 2016 по січень 2019 року про кар'єру Маріана нічого невідомо. З січня по липень 2019 року грав за нижчоліговий німецький клуб «Заксенгаузен». На початку липня 2019 року став гравцем «Парса» (Ной-Ізенбург). З серпня 2021 по кінець 2022 року дані про кар'єру Маріана відсутні. Згодом повернувся на батьківщину, виступав за «Олімп» (Комрат). З серпня 2023 року — гравець «Конструкторула» (Леова).

## Кар'єра в збірній
Викликався до національної збірної Молдови. 16 жовтня 2012 року потрапив до заявки на переможний (2:0) виїзний матч групи H кваліфікації чемпіонату Європи проти Сан-Марино. Проте Столеру просидів увесь поєдинок на лаві запасних.